# Lucian Dîncă
Lucian Dîncă (1 aprilie 1971, Bacău, România) este un preot-călugăr (ieromonah) romano-catolic în Congregația "Părinții Augustinieni Asumpționiști", fondată în 1850 la Nimes, Franța, de Venerabilul Părinte Emmanuel d'Alzon, și din 2013 profesor la Facultatea de Teologie Romano-Catolică, Universitatea din București. 
Lucian Dîncă este specialist în istoria conciliilor ecumenice și în teologia creștinismul timpuriu, în special cea a sfântului Atanasie din Alexandria.

## Biografie
Lucian Dîncă, s-a născut la data de 1 aprilie 1971, la Bacău. Părinții lui, Mihai (+2018) și Verginia, au adus pe lume șase copii, cinci băieți și o fată, între care el este al treilea născut. Este membru al Congregatiei Parintilor Augustinieni Asumptionisti, din 1995, specialist în creștinismul timpuriu cu o teză despre Sfântul Atanasie al Alexandriei, și directorul bibliotecii academice de studii patristice și bizantine a Centrului "Sfinții Petru și Andrei" din Bucuresti, moștenirea fostului "Institut Francais des Etudes Byzantines", fondat la Constantinopol, în 1897, și transferat la București în 1937, unde a funcționat până în 1947.
Între 1993-1997, Lucian Dîncă a studiat în cadrul programului de licență în teologie didactică și pedagogică, Facultatea de teologie romano-catolică, Universitatea din București, avându-l coordonator științific pe Pr. Budău Anton. Teza de licență s-a intitulat: “Cateheza în Biserica primară în lucrarea De catechizandis rudibus a sfântului Augustin de Hipona”.
Între 1997-2001 studiază în cadrul programului de bacalaureat canonic (= licență) în teologie al Facultății de teologie și științe religioase, Institutul Catolic din Lille, Franța. Teza de disertație intitulată “L’incarnation du Logos chez Athanase d’Alexandrie à travers la querelle arienne au IVe siecle / Întruparea Cuvântului în scrierile sfântului Atanasie de Alexandria prin prisma discuției ariene în secolul al IV-lea”, a fost coordonată de Prof. univ. dr. Philippe Henne, de la Facultatea de teologie și științe religioase, Institutul catolic din Lille.
Studiile in cadrul programului de masterat le urmează, între 2001-2003, la Facultatea de teologie și știinte religioase, Universitatea Laval, Quebec, Canada. Coordonatorii științifici, Prof. univ. dr. Paul-Hubert Poirier (Universitatea Laval, Facultatea de teologie și știinte religioase) și Prof. univ. dr. Charles Kannengiesser (Universitatea Concordia, Facultatea de teologie, Montreal, Canada) îndrumă cercetarea științifică de disertatie a lui Lucian Dîncă, cu titlul “La centralite du mystere de l’incarnation dans la pensee d’Athanase d’Alexandrie / Centralitatea misterului întruparii Cuvântului în scrierile sfântului Atanasie de Alexandria”.
În anul 2000, pe data de 1 octombrie, pronunță voturile perpetue în Congregația "Părinților Augustinieni Asumpționiști", iar în 2001 este trimis în misiune în provincia francofonă a Canadei, Quebec. În 2002 este sfințit diacon de episcopul auxiliar la Quebec, Mons. Eugene Tremblay, un an mai târziu fiind hirotonit preot de episcopul de Quebec, Mons. Card. Marc Ouellet, pe 15 iunie 2003. În această perioadă este implicat în pastorala parohială la parohiile Saint Charles Garnier și Saint Michel de Sillery. De asemenea, face parte din mai multe grupuri de animație pastorală în dieceza de Quebec: pregătirea catecumenală a adulților, grupuri de lectio divina, pastorala tinerilor și pastorala universitară. Animă și propune mai multe cursuri și sesiuni despre creștinismul timpuriu, Sfântul Augustin și istoria teologiei la "Centrul de cultură și credință" din Quebec, animat de Părinții Augustinieni Asumpționiști.
Între 2003-2008, Lucian Dîncă urmează studiile doctorale și iși sustine teza la Universitatea Laval din Quebec, Canada, avându-i coordonatori științifici pe Prof. univ. dr. Paul-Hubert Poirier, de la Universitatea Laval, Facultatea de teologie și științe religioase și Prof. univ. dr. Charles Kannengiesser, de la Universitatea Concordia, Facultatea de teologie, Montreal, Canada, cu titlul tezei “Christocentrisme trinitaire dans la pensee d’Athanase d’Alexandrie / Cristocentrism trinitar în gândirea sfântului Atanasie de Alexandria”. Teza este publicată, în anul 2012, la prestigioasa editură din Paris, Cerf, cu titlul: Le Christ et la Trinite chez Athanase d'Alexandrie. În 2015, lucrarea a beneficiat și de o traducere în limba română publicată la editura Galaxia Gutenberg, Târgu-Lăpuș, cu titlul: Cristos și misterul Sfintei Treimi în scrierile Sfântului episcop Atanasie de Alexandria.
Activitatea sa profesională și didactică se conturează de-a lungul timpului prin funcțiile pe care le ocupă. Astfel, între 2001-2008, Lucian Dînca este membru al grupului de cercetare GRECAT (Groupe de Recherche sur le Christianisme Ancien et l'Antiquite Tardive), al Facultatii de teologie și științe religioase, Universitatea Laval, Quebec, Canada, ocupându-se de organizarea de sesiuni, colocvii, simpozioane pe temele creștinismului antic și redactarea cronicii revistei “Laval theologique et philosophique” pe teme patristice. Între 2002-2003 este profesor asistent la Facultatea de teologie și științe religioase, Universitatea Laval, Quebec, Canada, iar între 2008-2010 este profesor invitat la Facultatea de teologie din Florența, Italia, unde a predat cursurile: Metodologia cercetării în teologie și Sacramentele inițierii creștine în Biserica Sfinților Părinți. Din 2010, Lucian Dîncă este directorul bibliotecii bizantine de nivel academic al Centrului de studii bizantine "Sfinții Petru & Andrei” din Bucuresti, unde organizează sesiuni, colocvii, simpozioane, conferințe pe diferite teme, dialoguri interconfesionale și interculturale. 
Din 2011 este profesor invitat la Universitatea din București, Facultatea de limbi și literaturi străine, în cadrul programului de master: "Științe religioase - Texte și Tradiții", unde susține cursuri de "creștinism", "politică și religie"; iar din 2013 este Lector universitar al Universității din București, Facultatea de Teologie Romano-Catolică, unde asigură mai multe cursuri, printre care: limbaj simbolic creștin, evanghelizare prin mass-media, filologie pe texte patristice, dogmatică, teologie fundamentală, limba greacă veche. Din 2017 este promovat în gradul academic de "conferențiar universitar" și totodată preia direcția Școlii Doctorale de Teologie și Studii Religioase a Facultății de Teologie Romano-Catolică, Universitatea din București.

## Opera teologică
Rodul activitatii sale didactice și academic-științifice s-a materializat printr-o serie bogată de materiale, articole științifice și lucrări tematice, publicate de-a lungul anilor, dintre care amintim selectiv:

#### Cărți de autor:
1. Lucian Dîncă, Dumnezeu s-a făcut om pentru ca omul să fie îndumnezeit, Editura Galaxia Gutenberg, Târgu-Lăpuș, 2022.
2. Lucian Dîncă, Sfântul Atanasie de Alexandria. Apologet, Editura ARCB, București, 2022.
3. Lucian Dîncă, Ghid în trăirea vieții sacramentale, Editura Pauline, București, 2021.
4. Lucian Dîncă, Fericiți cei care ascultă Cuvântul. Discipoli pe căile fericirilor, Editura Pauline, București, 2021.
5. Lucian Dîncă, Experiența conciliară a Bisericii în primul mileniu, Editura Galaxia Gutenberg, Târgu-Lăpuș, 2021.
6. Lucian Dîncă, Tatăl nostru. Comentarii patristice, Editura Galaxia Gutenberg, Târgu-Lăpuș, 2021.
7. Lucian Dîncă, Martori ai lui Cristos în comunism. Părinții asumpționiști în dosarele securității, Editura Galaxia Gutenberg, Târgu-Lăpuș, 2020.
8. Lucian Dîncă (ed.), Părinții augustinieni asumpționiști la ceas aniversar, 80 de ani de prezență la București, Editura Galaxia Gutenberg, Târgu-Lăpuș, 2019.
9. Lucian Dîncă, Conciliile ecumenice: Constantinopol II & III și Niceea II. Monografii, Editura Galaxia Gutenberg, Tâtgu-Lăpuș, 2018.
10. Lucian Dîncă, Sfântul Atanasie de Alexandria văzut de istoricii bisericești, Editura Galaxia Gutengerg, Târgu-Lăpuș, 2017;
11. Lucian Dîncă, Atanasie de Alexandria: De Decretis Nicaenae / Despre decretele de la Niceea, Editura Galaxia Gutenberg, Târgu-Lăpuș, 2015;
12. Lucian Dîncă, Cristos și misterul Sfintei Treimi în scrierile episcopului Atanasie de Alexandria, Editura Galaxia Gutenberg, Târgu-Lăpuș, 2015;
13. Lucian Dîncă, Conciliile ecumenice: Efes și Calcedon. Monografii, Editura Galaxia Gutenberg, Târgu-Lăpuș, 2015;
14. Lucian Dîncă, Conciliile ecumenice: Niceea I si Constantinopol I. Monografii, Editura Galaxia Gutenberg, Târgu-Lăpuș, 2015;
15. Lucian Dîncă, Atanasiu de Alexandria, Contra gentes & De Incarnatione, traducere, introducere si note, Sapientia, Iași 2013;
16. Lucian Dîncă, Despre preoție în scrierile sfinților părinți ai Bisericii: Ioan Gură-de-aur si Grigorie de Nazianz, Sapientia, Iași 2013;
17. Lucian Dîncă, Atanasiu de Alexandria, Scrisorile pascale, traducere, introducere si note, Sapientia, Iași 2013;
18. Lucian Dîncă, Le Christ et la Trinité chez Athanase d’Alexandrie, Editions du Cerf, Paris, iunie, 2012.

#### Contribuții:
1. „Asumptioniștii: o gură de oxigen patristic în centrul Bucureștiului”, în: Cristian Badilita si Otniel Veres (ed), Biserici, secte, erezii? Dialoguri fără prejudecăți despre marile tradiții creștine, Editura Vremea, Bucuresti, p. 169-176, 2011.
2. „Faptele martirilor în antichitatea creștină”, în: Cristian Bădiliță și Emanuel Conțac (ed), Și cerul s-a umplut de sfinți…: actele colocviului desfășurat la Sighetul Marmației intre 5-7 iunie 2011, Editura Polirom, Bucuresti, p. 95-126, 2012.
3. „Platon reinventat de Vintila Horia: Scrisoarea a saptea“, in: Cristian Bădiliță si Basarab Nicolescu (ed.), În căutarea omului total. Moștenirea literară și spirituală a lui Vintilă Horia, actele colocviului științific internațional desfășurat la Craiova, 3-5 decembrie, 2015, Editura Vremea, București, 2016.
4. „Reception d’Athanase d’Alexandrie a travers les siecles“, in: “S. Gregheur et S. Johnson (eds.), Christianisme des origines. Melanges en l'honneur du Professeur Paul-Hubert Poirier, Brepols, Turnhout, Belgium, p. 137-162, 2018.
5. „L’influence d’Origène sur la pensée théologique d’Athanase d’Alexandrie“, în: Origeniana Undecima. Origen and Origenism in the History of Western Thought, (Papers of the 11th International Origen Congress, Aarhus University, 26-31 august, 2013), Anders-Christian Jacobsen, (ed.), Peeters, Leuven-Paris-Bristol, 2016, p. 721-732.
6. „Quelques réflexions autour des Epitres de Pseudo-Denys l’Aréopagite“, în: Saint Dionysius the Areopagite. Sources, context, reception, Alin Tat, Claudiu Tuțu, (ed.), Editura Napoca Star, Cluj-Napoca, 2015, p. 62-76. 
7. "Reflecții teologice asupra Scrisorilor lui Pseudo-Dionisie Ariopagitul", în: Alin Tat, Claudiu Tuțu (ed), Dionisie Areopagitul. surse, context, receptare, Editura Napoca Star, Cluj-Napoca, p. 54-66, 2018.
8. "Contribuția lui Rene Laurentin la mariologia Conciliului Vatican II", în: Wilhelm Dancă (coord), Fatiam 100. Aniversarea centenarului aparițiilor Maicii Domnului în context românesc, Editura ARCB, București, p. 123-135, 2018.
9. "Eutanasia în Enciclica Evanghelium Vitae a papei Ioan Paul al II-lea", în: Marius Oanță (coord), Studii de istorie ecleziastică, Editura Sietech, Craiova, p. 277-310, 2018.
10. "Saint Augustin vu d'Orient", în: Jean-Francois Petit și Olivier Roduit (ed), Actualité de la spiritualité augustinienne, Editions Salvator, Paris, p. 155-182, 2018.
11. „Computul pascal între Orient și Occident”, în: Lucian Dîncă, Iulian Dacă și Jean-Francois Petit (coord), Teologie și Filosofie între Orient și Occident, Editura Galaxia Gutenberg, Târgu-Lăpuș, pp.113-138.

#### Conferințe:
Între 24-27 mai, 2016, grupul de cercetare asupra creștinismului primelor secole al Institutului de studii ecumenice și patristice din Bari-Italia a organizat la Facultatea de teologie ortodoxă din București o dezbatere pe tema: „Cult și teologie în primele veacuri ale creștinismului” unde Lucian Dîncă a susținut o conferință pe tema: „Culto e teologia nelle Lettere festali di Atanasio di Alessandria”.
Între 3-5 decembrie, 2015, la colocviul internațional dedicat scriitorului român Vintilă Horia, organizat la Biblioteca județeană din Craiova, a prezentat o conferință pe tema: „Platon reinventat de Vintilă Horia: scrisoarea a șaptea”; conferința a fost publicată in volumul colectiv.
Între 9-10 mai, 2014: la colocviul de la Universitatea din Bucuresti organizat de Facultatea de Teologie Romano-Catolică în colaborare cu SITA (Societatea Internationala de Studii Tomiste), a prezentat o conferință pe tema: „Inteligența în slujba credintei. Cazul Sf. Augustin”.
Între 25-27 iunie, 2013, la colcviul international AIEP, desfășurat la Universitatea ebraică din Ierusalim, a prezentat o conferință pe tema: „Exemple de reception d’un texte d’Athanase d’Alexandrie dans la querelle theologique entre l’Orient et l’Occident chretien sur le Filioque”, text publicat în actele colocviului.
Între 4-5 martie, 2016, în cadrul colocviului organizat de Facultatea de teologie romano-catolică, Universitatea din București în colaborare cu Council for Research in Values and Philosophy, Catholic University of America, Washington D.C., pe tema "Religion, the Sacred and Hospitality", a susținut conferința "Saint Athanasius’ Theological Philoxenia in Tomus ad Antiochenos", textul fiind reținut pentru a fi publicat în actele colocviului la editura Catholic University of America, Washington D.C.
Între 4-7 august, 2017, în cadrul congresului internațional de spiritualitate augustiniană organizat la Mănăstirea augustiniană Saint-Maurise d'Agaune, Elveția, pe tema "Actualitatea spiritualițății augustiniene", a susținut conferința "Saint Augustin vu d'Orient", contribuția a fost reținută pentru a fi publicată în actele colocviului.
Între 12-13 octombrie 2017, în cadrul colocviului organizat de Facultatea de teologie romano-catolică, Universitatea din București, în colaborare cu Facultatea de teologie romano-catolică, Universitatea Babeș-Boliay, și Facultatea de teologie romano-catolică, Universitatea Alexandru Ioan Cuza din Iași, pe tema "Fatima 100. Aniversarea centenarului aparițiilor Maicii Domnului în context românesc", a susținut conferința "Contribuția lui Rene Laurentin la mariologia Conciliului Vatican II", publicată în actele colocviului.
1. ↑  Catalogue of the Library of the Pontifical University of the Holy Cross, accesat în 9 martie 2025
2. ↑  Czech National Authority Database, accesat în 1 martie 2022